# سیارک ۱۱۳۲۰۲
سیارک ۱۱۳۲۰۲ (به انگلیسی: 113202 Kisslaszlo، نامگذاری:2002RY111)۱۱۳۲۰۲مین سیارک کشف شده‌است که در ۰۷ سپتامبر ۲۰۰۲ کشف شد.